# ストレイト/ポーチライト
「ストレイト／ポーチライト」は、ウルフルズのボーカリストであるトータス松本の4枚目のシングル。2010年2月10日に発売された。

## 概要
- 初回限定盤には特典DVDが付属。2009年10月26日に渋谷C.C.Lemonホールで行われたソロツアー「FIRST TOUR 2009」最終日公演からライブ映像6曲を収録。

## 収録曲

### CD
（全作詞・作曲：トータス松本／編曲：Tomi Yo）
1. ストレイト（4:04）
  - 関西テレビ・フジテレビ系ドラマ『まっすぐな男』主題歌
2. ポーチライト（5:13）
  - 間寛平「アースマラソン」応援歌

### DVD
1. 明星
2. 涙をとどけて
3. みいつけた!
4. 僕がついてる
5. ミュージック
6. 夢ならさめないで